# 1505 w literaturze
Wydarzenia literackie w 1505 roku.

## Nowe książki
- Pietro Bembo, Gli Asolani

## Urodzili się
- Mikołaj Rej, polski poeta i prozaik, nazywany "ojcem literatury polskiej"

## Zmarli
- Władysław z Gielniowa, polski zakonnik, błogosławiony i poeta